# Coenochilus arrowi
Coenochilus arrowi är en skalbaggsart som beskrevs av Schein 1954. Coenochilus arrowi ingår i släktet Coenochilus och familjen Cetoniidae. Inga underarter finns listade i Catalogue of Life.